# سالي عبد السلام
سالي عبد السلام (24 أكتوبر 1985 -) هي مذيعة وإعلامية مصرية.

## أعمال فنية
- «خلى بكرة أحلى» (محطة ميجا إف إم)
- «طلقة على الطريق» (راديو 9090)
- «اسمع وافصل» (راديو 9090)
- «راجل وست ستات» (الجزء التاسع)
- «حيث انتهى الآخرون» (راديو النيل)

## وصلات خارجية
- سالي عبد السلام على موقع قاعدة بيانات الأفلام العربية
- بالفيديو والصور.. سالى عبد السلام: سعيدة بجائزة أفضل مذيعة